# Chiasmopes signatus
Chiasmopes signatus är en spindelart som först beskrevs av Pocock 1902.  Chiasmopes signatus ingår i släktet Chiasmopes och familjen vårdnätsspindlar. Inga underarter finns listade i Catalogue of Life.